# Ramonafabriken
Ramonafabriken var ett svenskt företag, grundat 1935 i Stockholm. Dess ursprung var redan på 1920-talet då  Emil Petterson grundade företaget Musikinstrumentfabrik, som främst tillverkade och sålde resegrammofonen Ramona. Efter namnändringen började man också med grosshandel i musikinstrument och tillbehör och sonen Harry Svalfors gick in i företagsledningen.

## Historia
Under andra världskriget började man med tillverkning av mandoliner och gitarrer, med sonen Ragnvald Svalfors som verkmästare och instrumentmakare. Han byggde själv sex sologitarrer och konstruerade storsäljaren Ramonagitarren som även fanns som orkestergitarr. Särskilda s.k. signaturmodeller gjordes också, t.ex. Eriksbergsgitarren.
I mitten av 1950-talet upphörde tillverkningen av resegrammofoner. Grosshandelsdelen lades i nya Ramona Musik AB med Ragnvald Svalfors som chef. Man köpte också Levins trummor. Tillverkningen av dessa, liksom av gitarrer och rytminstrument, flyttades till en snickerifabrik utanför Elmsta i Väddö. Den brann delvis ner 1975 varefter åtminstone gitarrtillverkningen upphörde. 
På 1960-talet inriktade man sig mer och mer på slagverk för musikundervisningen i skolor och förskolor enligt Orff-metoden och då  konstruerade Svalfors Ramonatrumman (se även Carl Orff). Förskolor över hela landet köpte deras rytmiklådor med kompletta satser av tamburiner, trianglar, kastanjetter, klangspel och liknande. 
Efter Ragnvald Svalfors pensionering 1978 övertogs företaget av Stefan Hedfors som ytterligare specialiserade det på trummor, congas och bodhrán och flyttade företaget till Mälaröarna utanför Stockholm. Aktiebolaget avvecklades 2006.